# Ga Seokcheon Sageori
Ga Seokcheon Sageori (Tiếng Hàn: 석천사거리역, Hanja: 石泉四거리驛) là ga tàu điện ngầm của Tàu điện ngầm Incheon tuyến 2 nằm ở Guwol-dong, Namdong-gu, Incheon.

## Lịch sử
- 5 tháng 10 năm 2015: Tên ga được quyết định là Ga Seokcheon Sageori[1]
- 30 tháng 7 năm 2016: Bắt đầu kinh doanh với việc khai trương Tàu điện ngầm Incheon tuyến 2[2]

## Bố trí ga
| Tòa thị chính Incheon ↑ |
| \| N/B                  |
| ↓ Chợ Moraenae          |

| Hướng Bắc | ● Incheon tuyến 2 | ← Hướng đi Công viên công dân · Juan · Geomam · Geomdan Oryu               |
| Hướng Nam | ● Incheon tuyến 2 | → Hướng đi Mansu · Văn phòng Namdong-gu · Công viên lớn Incheon · Unyeon → |

## Xung quanh nhà ga
- Ngã tư Seokcheon
- Trường tiểu học Seokcheon
- Trường trung học cơ sở Guwol
- Trung tâm phúc lợi hành chính Guwol 1-dong
- Bệnh viện phục hồi chức năng Miju Hall
- Ganseok-dong Geumho Eoullim
- Trường tiểu học Sanga Sanga
- Trường tiểu học Sangincheon
- Trung tâm cộng đồng Ganseok 2-dong
- Hướng tới ga Ganseok Ogeori
- Bệnh viện Gil Đại học Gachon
- Hướng tới làng vận động viên Guwol Asiad